# SC 1880 프랑크푸르트

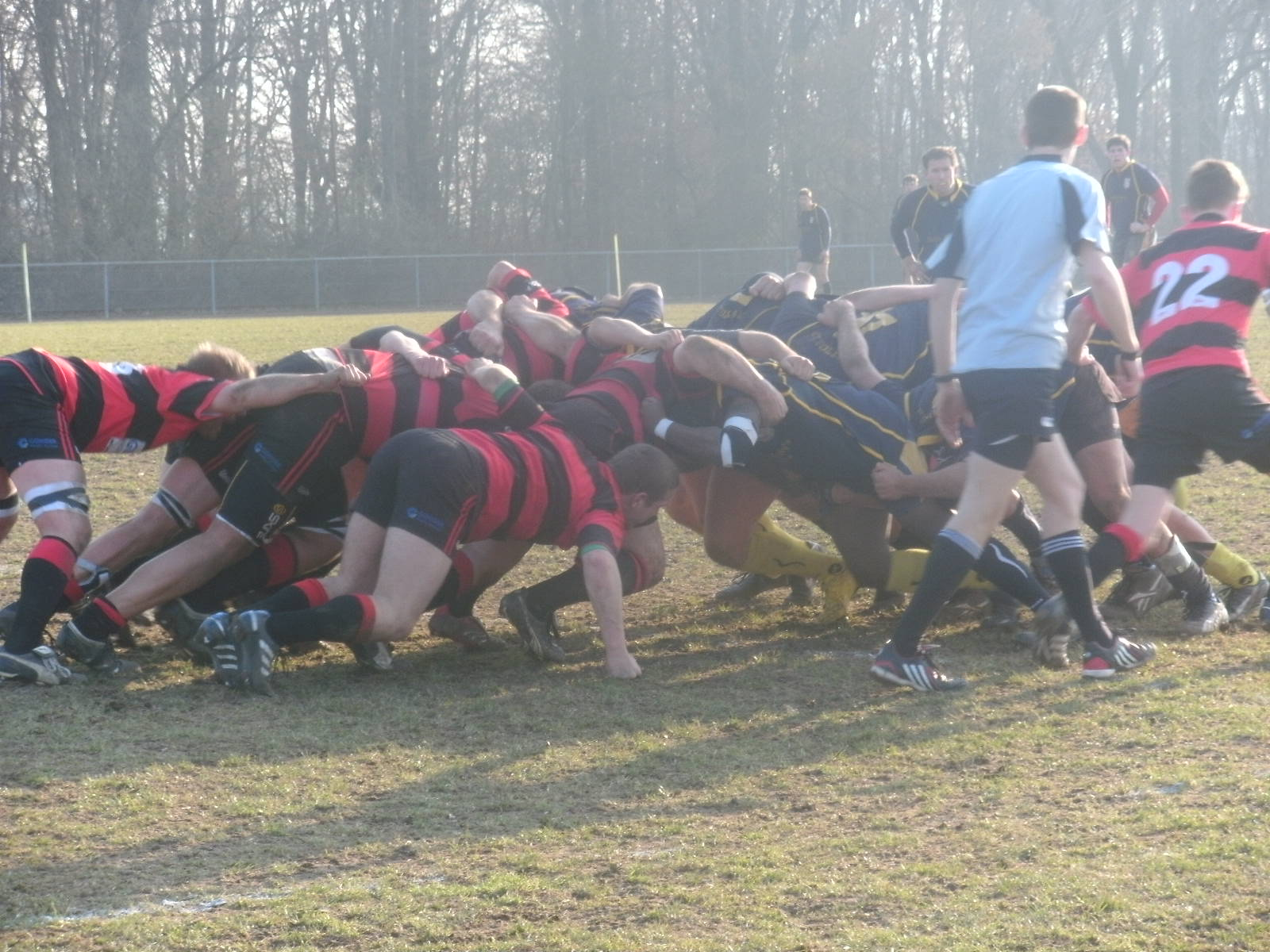

SC 1880 프랑크푸르트(Sport-Club Frankfurt 1880 e.V.)는 1880년 창단한 독일 프랑크푸르트 암 마인의 프로 럭비 유니온팀이다. 라크로스, 테니스, 그리고 필드 하키 팀도 있으며 현재 럭비-분데스리가에 참가하고 있다.